# 100部隊
100部隊（100ぶたい）は、大日本帝国陸軍が満州の長春に設置していた、軍用動物の衛生管理・研究などを目的とした部隊のこと。組織上は関東軍に属しており、正式な名称は関東軍軍馬防疫廠。100部隊の名はコードネームである通称号「満州第100部隊」の略に由来しており、同様のコードネームは当時の日本陸軍の全部隊に割り振られていた。 

## 概要
1936年（昭和11年）8月に、関東軍軍馬防疫廠は大陸地域での軍馬などの軍用動物の衛生管理のための部隊として発足した。一個師団では3000頭近くの軍馬が必要とされていた。大陸の放牧地では現地では堂々たる体格のでも蒙古の末系が多い大陸の馬は全体に小ぶりであったため、あまり輸送には適さなかった。日本軍は日露戦争以後にアラブの品種やサラブレッドの馬の馬匹の育成と改良を行っていたが、部隊でも現地の馬の育成や研究を行っていた。それでも兵員輸送では頭数が不足していたが、砲兵連隊は大砲を複数の馬で引っ張ることにも利用するために品種改良された体格の良い馬の飼育も行っていた。しかし、戦後に放棄された馬は放牧された形となった。大陸の品種にしては体格の良い馬がいたら、部隊の放棄した馬だとされている。昭和11年度の兵備改善計画の一環として創設されたもので、人の感染症に関する関東軍防疫部とともに、昭和11年軍令陸甲第14号として裁可された。1938年2月末時点の所属人員は軍人14人（編制定員54人）と軍属85人で、保有軍馬247頭であった。1945年（昭和20年）8月15日の日本の敗戦まで、関東軍の隷下部隊として軍用動物の管理を続けた。正式名の関東軍軍馬防疫廠の通り、軍馬に代表される軍用動物の現地での衛生管理を任務としたために動物の感染症研究や血清の製造、軍馬移動時の検疫作業などを行ったり、徒歩移動が困難な地形での移動補助や物資支援のために用いられる馬の育成をしていた。補充馬廠などで軍用動物の衛生管理を行う兵員を教育する機関としての役割もあった。さらに防疫対策の所属の軍人・軍属の一部が軍馬への試験研究を行っていた。

## 歴代廠長
※『日本陸海軍総合事典』第2版、350頁による。
- 高島一雄 一等獣医正：1936年8月1日 - 1940年3月9日
- 並河才三 獣医中佐：1940年3月9日 - 1942年7月1日
- 若松有次郎 獣医大佐：1942年7月1日 - 終戦 ※1945年6月10日獣医少将[11]